# David Kitay
David Kitay (23 de octubre de 1961) es un compositor de cine estadounidense. Ha realizado la banda sonora de películas como Bad Santa, Ghost World, Harold & Kumar Go to White Castle y Mira quién habla entre otras.

## Vida y carrera
Kitay creció en un ambiente con amplias influencias musicales, su padre era contador y su madre cantante de opera profesional. Comenzó a tocar la guitarra a los ocho años de edad. Asistió un par de años a la Dick Grove School of Music en la secundaria y a fines de su adolescencia empezó a trabajar como guitarrista, arreglista y productor para grupos musicales. Se graduó en la Palisades High School de Los Ángeles y debido a su talento continuó grabando con figuras de la industria musical como el productor Barry Mann, y más adelante con Aretha Franklin, The Temptations, The Four Tops, James Ingram y The Pointer Sisters (en el álbum Break Out de 1983). También fundó una compañía discográfica y tocó en una banda llamada Darwin.
A los 27 años de edad, comenzó su carrera como compositor en el cine con la película Mira quién habla. Después de trabajar para varias películas para adolescentes como Clueless (1995) y Scary Movie (2000), Kitay compuso para películas independientes como Ghost World (2001), Bad Santa (2003), Art School Confidential (2003) y The Darwin Awards (2006). También compuso para comedias románticas como Because I Said So (2007), Over Her Dead Body (2008) y My Sassy Girl (2008).
Además de trabajar en el cine, Kitay ha trabajado como productor musical. Vive en Los Ángeles con su esposa y sus dos hijas.

## Enlaces exteronos
- David Kitay en Internet Movie Database (en inglés).
- www.davidkitay.com - sitio oficial

- Datos: Q604152